# Paralelizm (literatura)
Paralelizm (z gr. παραλληλισμός parallēlismós – „zestawienie, porównanie”, od παράλληλος parállēlos – „równoległy”) – tożsamość lub podobieństwo treściowe (znaczeniowe) bądź kompozycyjne kilku analogicznych segmentów utworu literackiego (zdań, wersów, strof, scen, wydarzeń, wątków itp.).
Paralelizm może służyć podkreśleniu podobieństw lub – poprzez ukazanie ich powierzchowności – przeciwstawieniu elementów treści. Innymi słowy paralelizm jest to zjawisko równoległości, ciągłości, analogii pomiędzy grupami wyrazów układającymi się w ciąg.
Jeden ze środków stylistycznych i podstawowych mechanizmów uporządkowania danego tekstu literackiego.
Można wyróżnić następujące rodzaje paralelizmu:
- paralelizm intonacyjny – upodobnienie konturu intonacyjnego zdań lub wersów, zwykle wtórne względem paralelizmu syntaktycznego (składniowego) (upodobnienia budowy składniowej wersów lub zdań);
- paralelizm kompozycyjny – upodobnienie budowy elementów świata przedstawionego, np. wątków (losy zwierząt i ludzi w utworach A. Dygasińskiego) lub postaci;
- paralelizm leksykalny – oparty na powtórzeniu tych samych słów bezpośrednio po sobie albo w podobnej pozycji (wewnątrz zdań, wersów, strof), np. anafora, epifora;
- paralelizm stroficzny – oparty na powtórzeniu budowy strof, połączony z podobieństwem motywów.